# Église Saint-Pierre de Brivezac
Pour les articles homonymes, voir Église Saint-Pierre.
L'église Saint-Pierre est une église catholique située à Brivezac, en France.

## Localisation
L'église est située dans le sud du département français de la Corrèze, sur la commune de Brivezac, en bordure de la route départementale 12.

## Historique
Au VIIIe siècle, les reliques de sainte Fauste sont rapatriées à Fidenciacus en Gascogne puis, devant la menace des invasions normandes, elles sont encore déplacées dans le Bas Limousin en 864 à Brivezac.
L'église est celle d'un ancien archiprêtré du IXe au XIe siècle, dont dépendaient 46 paroisses, supplanté au XIIe siècle par Beaulieu-sur-Dordogne.
L'édifice est inscrit au titre des monuments historiques le 4 février 1988.

## Architecture
Comme nombre d'églises chrétiennes, l'édifice est orienté est-ouest.
À l'ouest, un clocher massif permet d'accéder à l'édifice par un portail roman dont les chapiteaux ont subi l'usure du temps. Le narthex, surmonté d'une tribune est suivi par une nef simple, terminée par le chœur. Il n'y a pas de chevet, la partie orientale de l'édifice étant mitoyenne d'une maison. La nef est flanquée au sud d'une chapelle latérale.

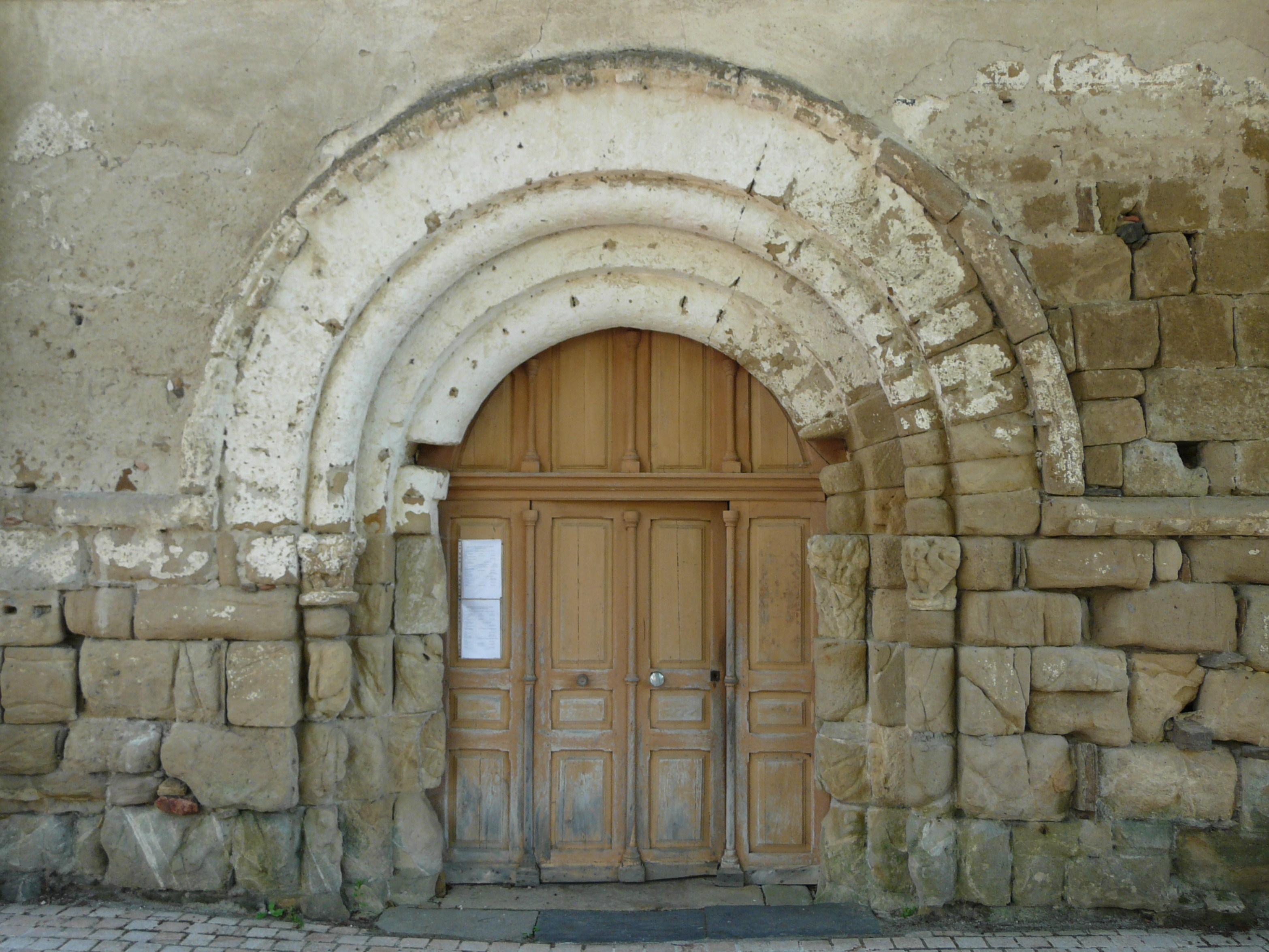
Le portail roman.
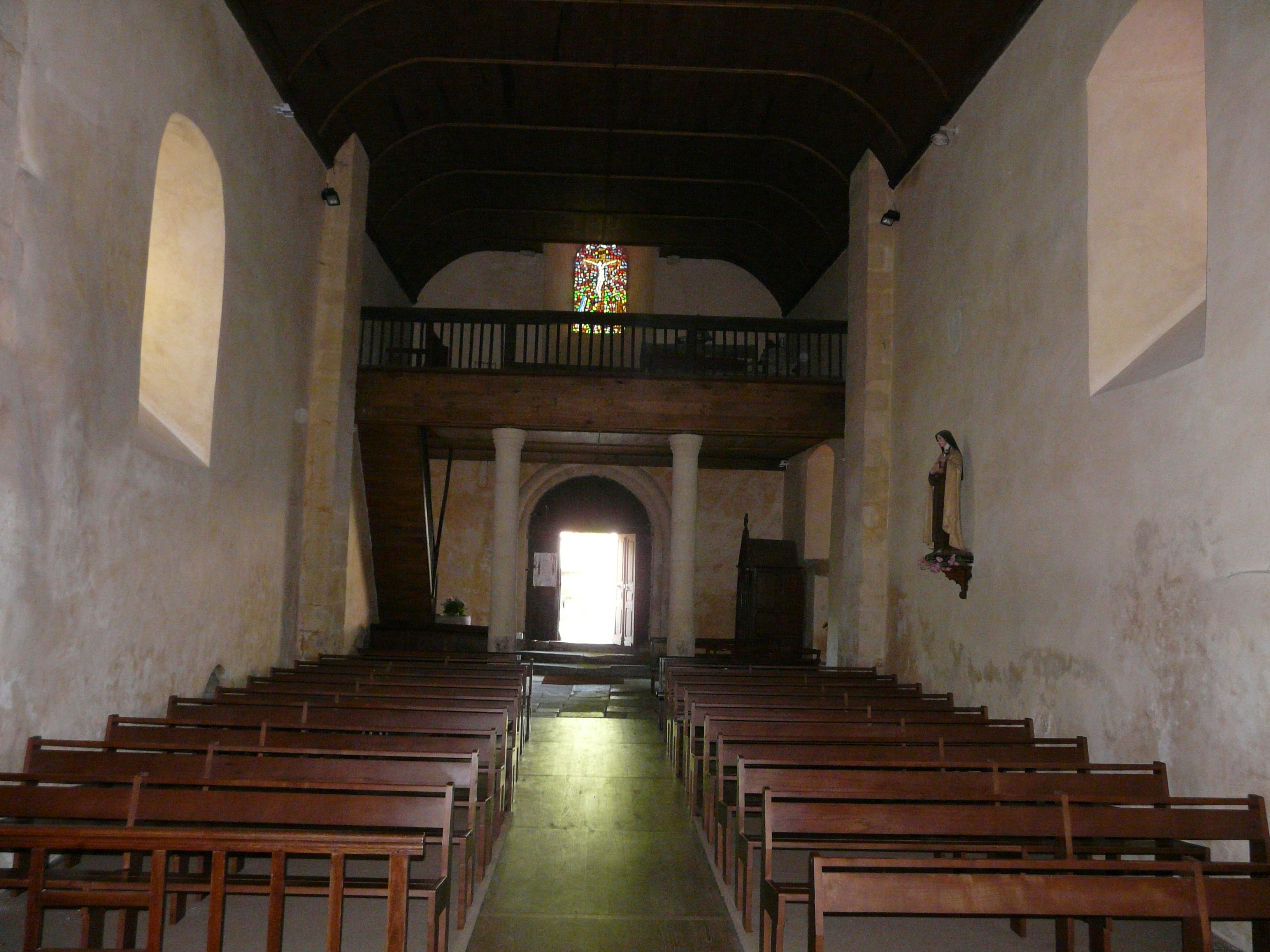
La nef et la tribune.
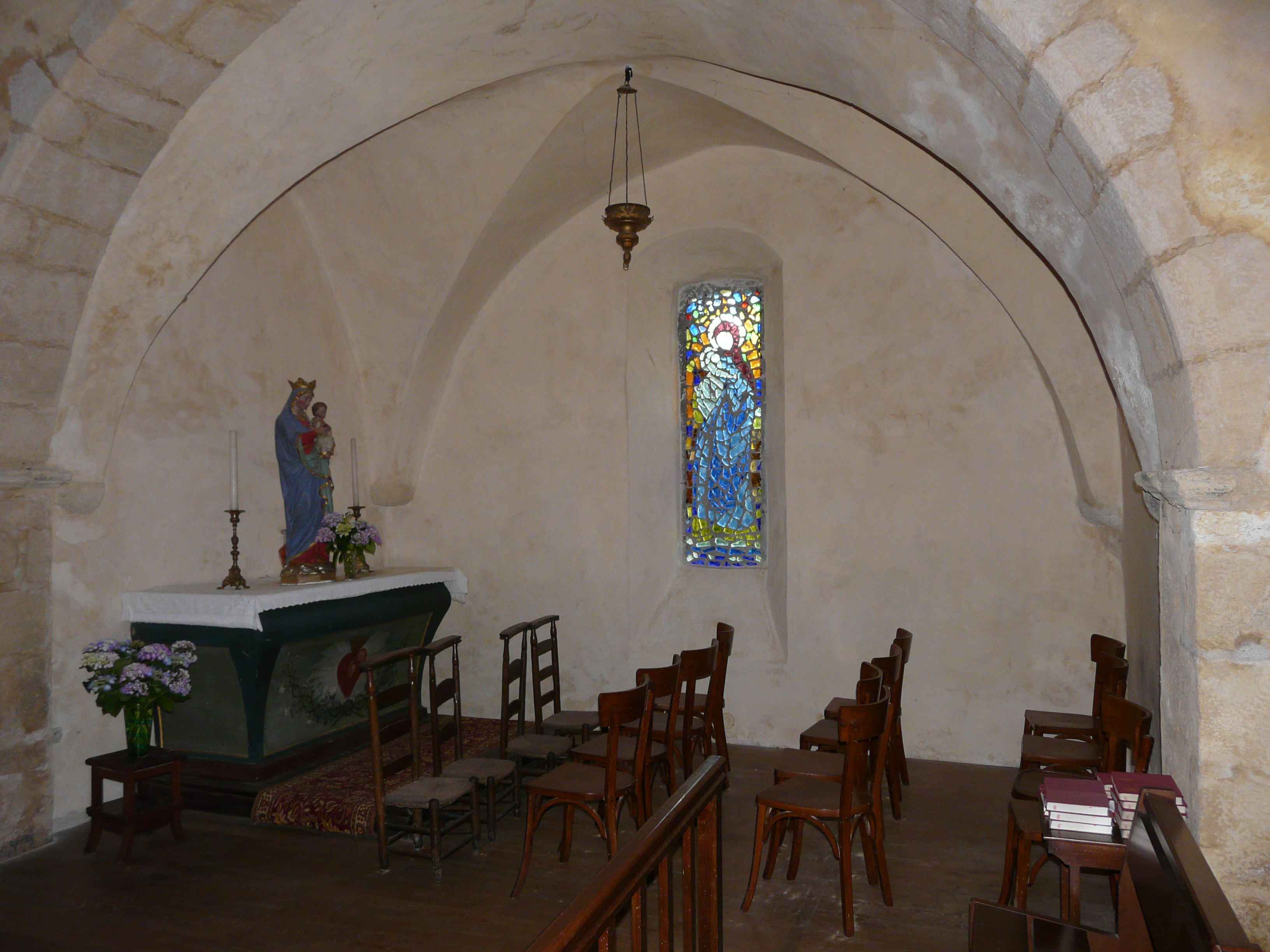
La chapelle latérale.

## Mobilier
Plusieurs objets de l'église sont protégés au titre des monuments historiques. Datée de 1523, une cloche est classée depuis le 12 novembre 1908. L'ensemble du XIXe siècle que représentent l'autel, le tabernacle (en forme d'urne) et le retable est inscrit depuis le 20 octobre 1989. À cette même date sont également inscrites deux statues en bois doré et peint, du XVIIIe siècle, représentant saint Pierre et sainte Fauste.

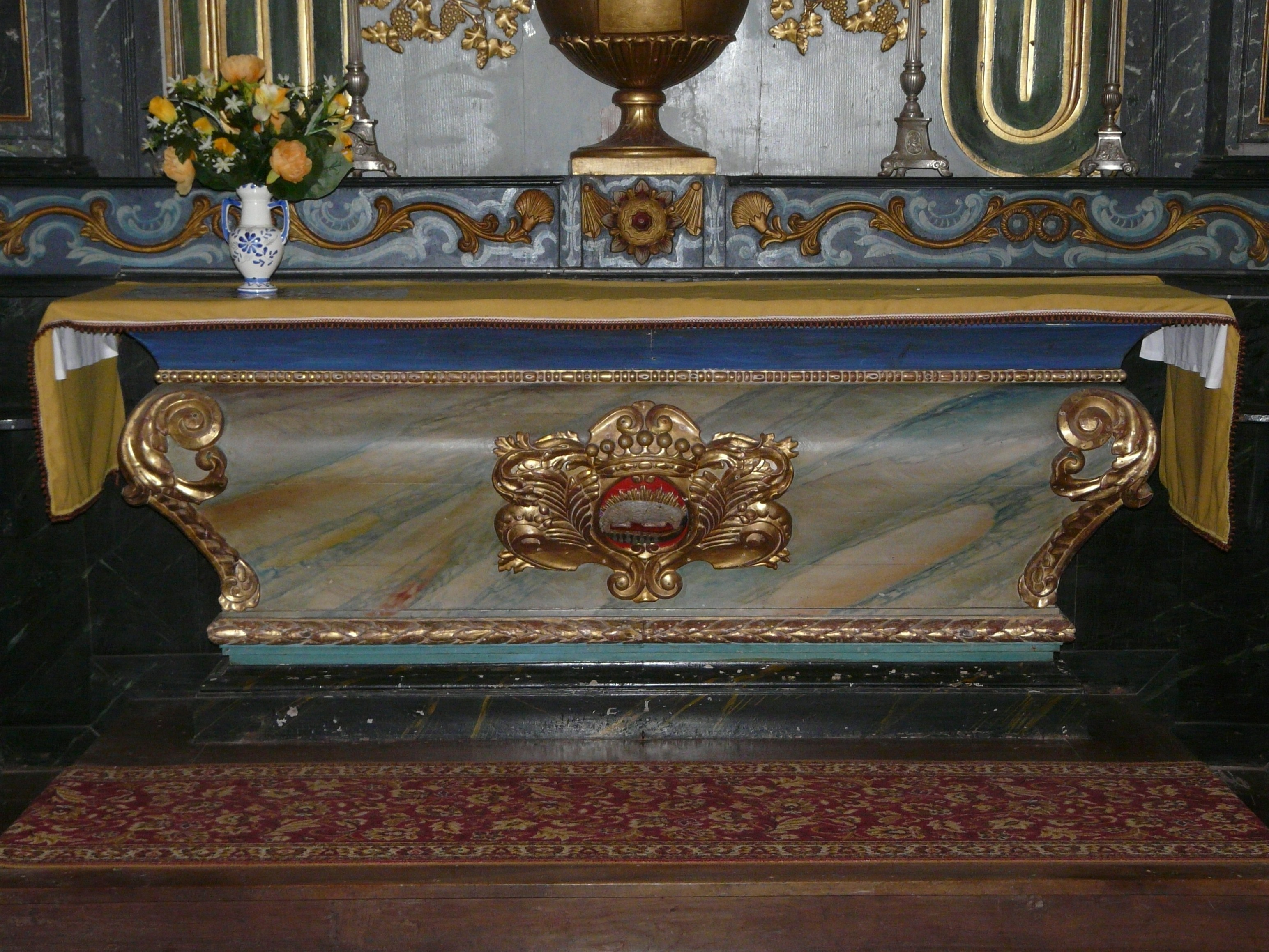
L'autel.
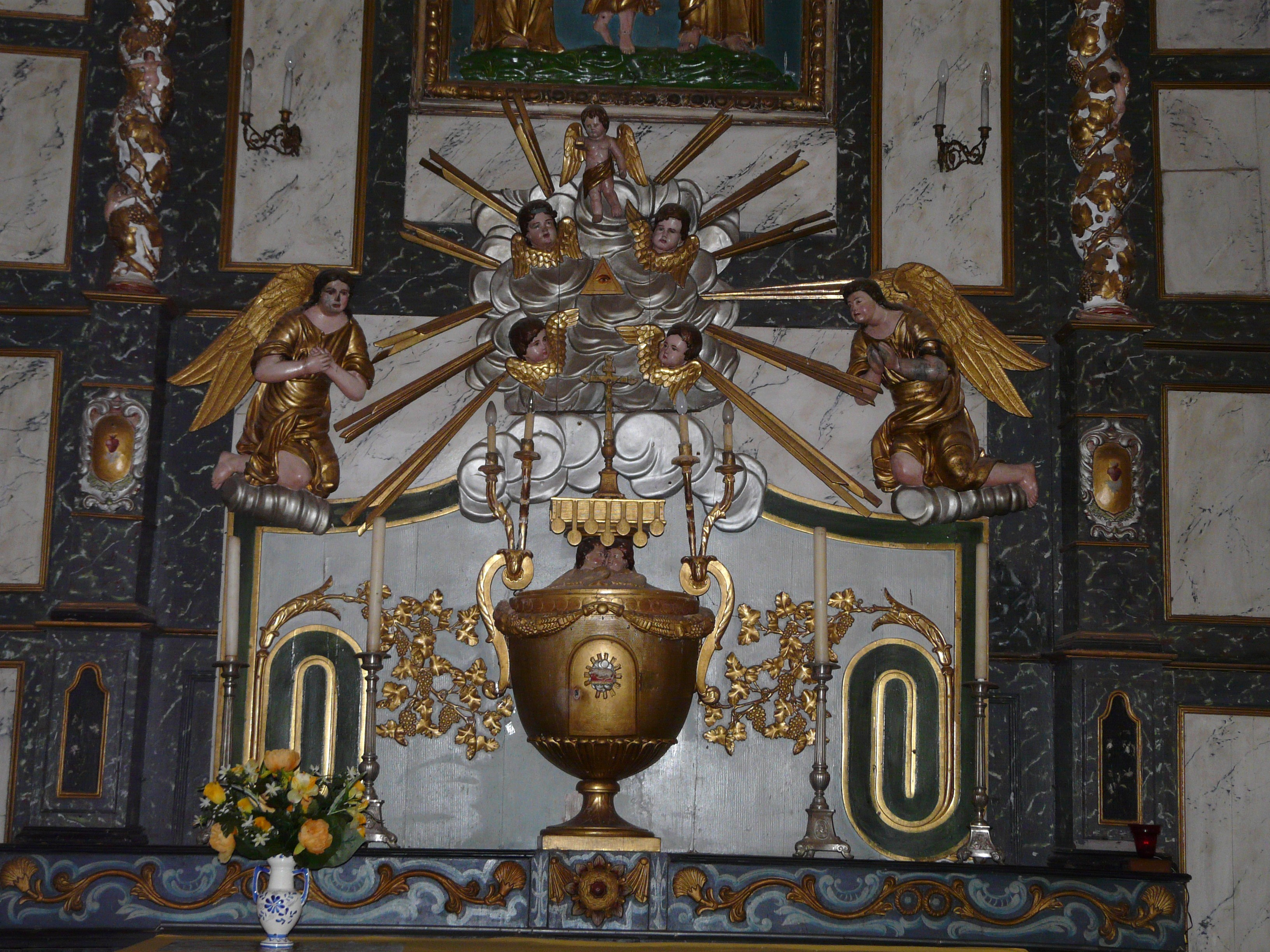
Le tabernacle.
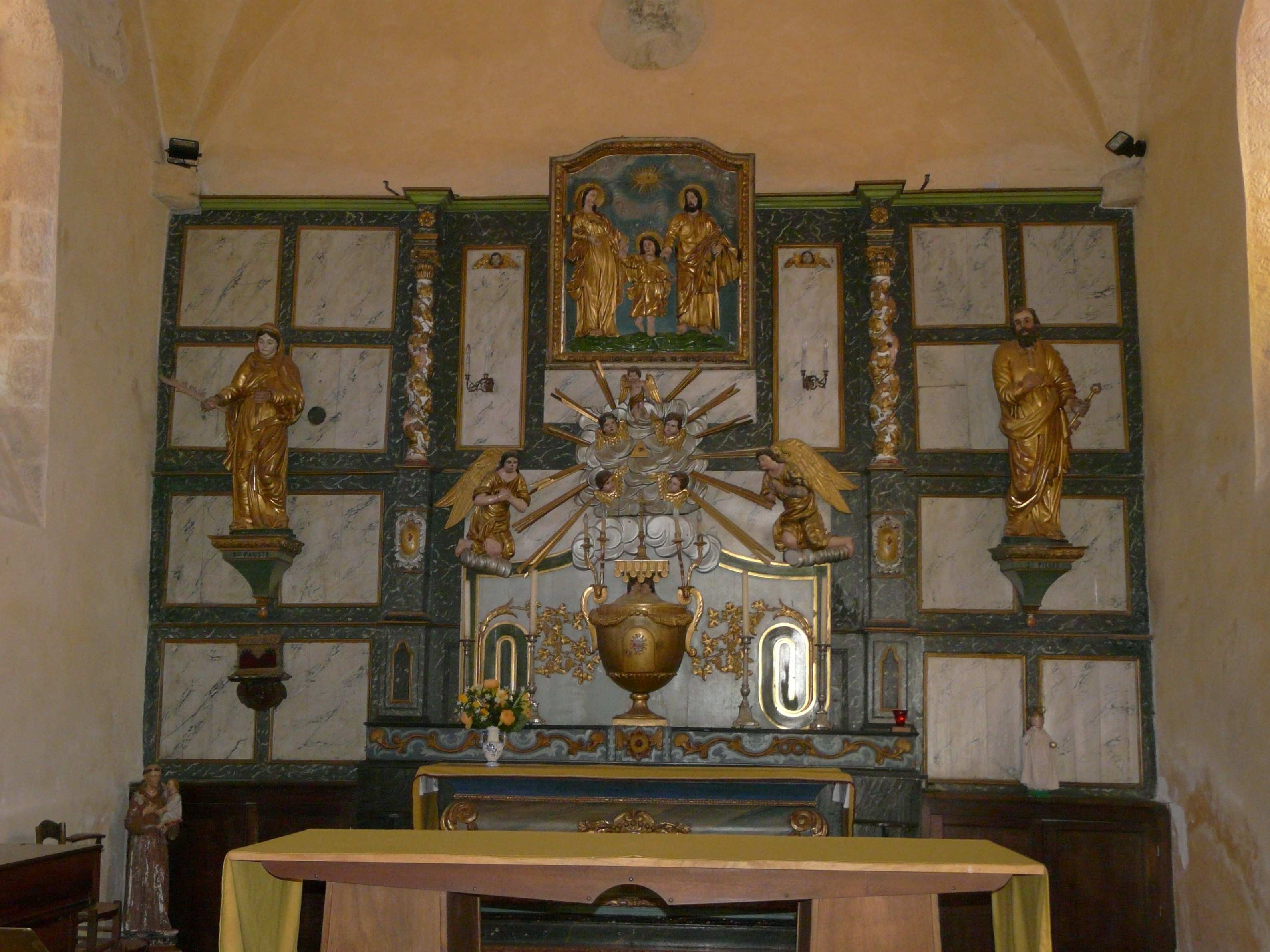
Le retable.
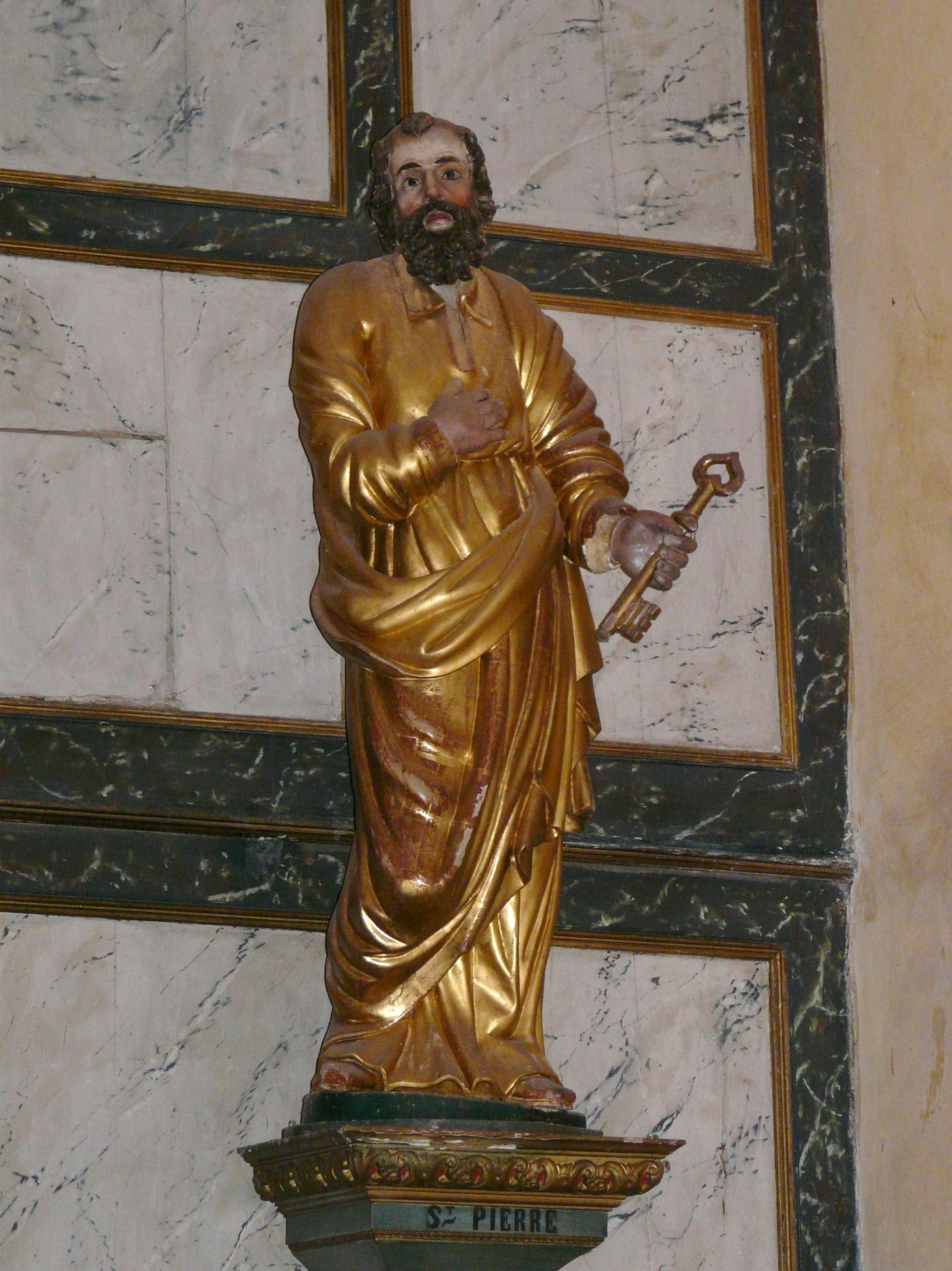
Statue représentant saint Pierre.
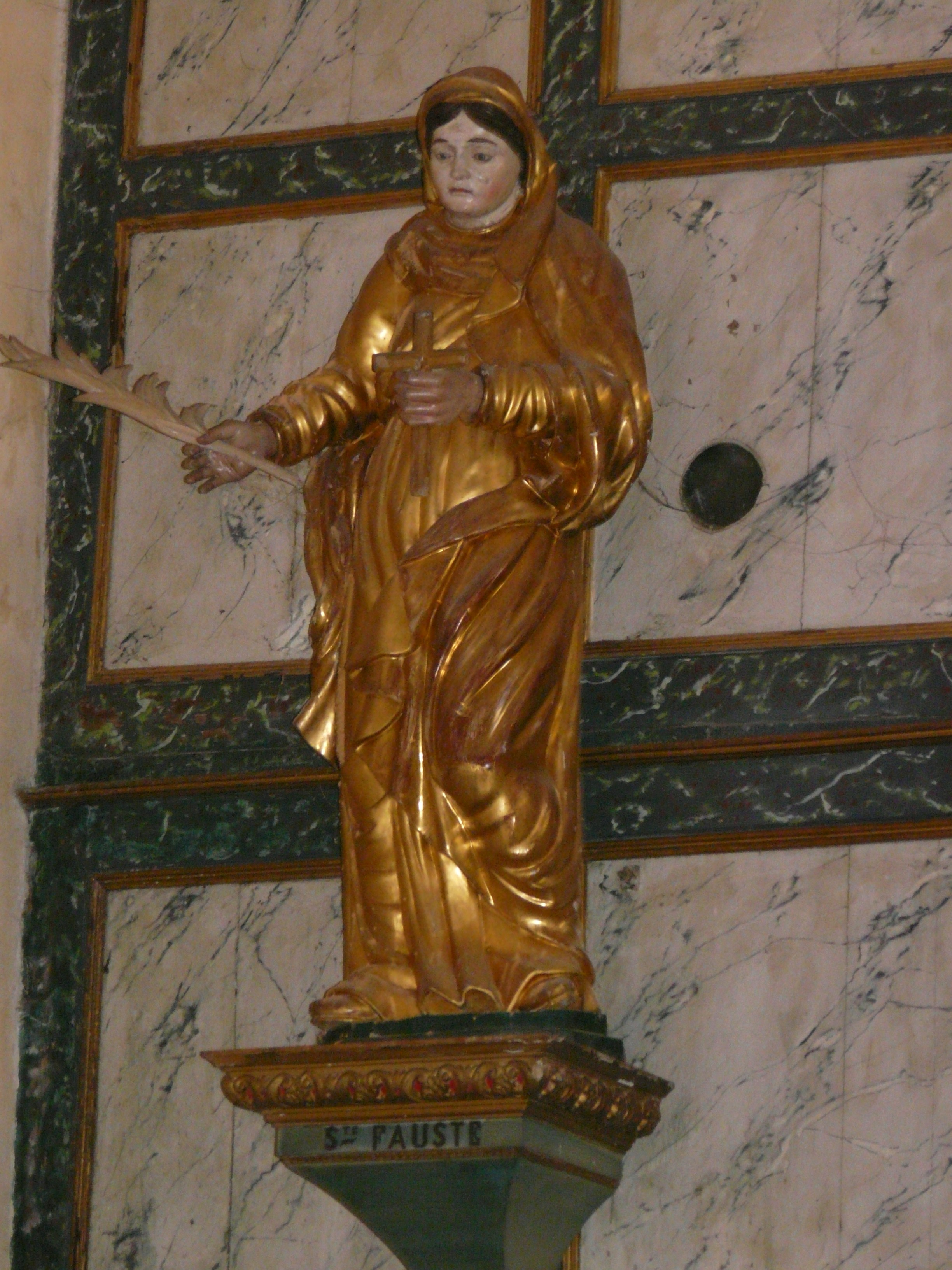
Statue représentant sainte Fauste.